# Bernardinus Krauthausen
Bernardinus Krauthausen (* 24. Mai 1791 in Dülmen; † 5. Mai 1870 in Coesfeld) war ein deutscher Apotheker und Politiker.
Krauthausen war Apotheker in Coesfeld. Dort engagierte er sich auch kommunalpolitisch und wurde Stadtverordneter und Stadtverordnetenvorsteher. 1833 vertrat er den Wahlbezirk West-Münster für die Städte Coesfeld etc. im Provinziallandtag der Provinz Westfalen. 1847 war er Mitglied im Vereinigten Landtag.
Krauthausen, der katholischer Konfession war, heiratete Maria Therese Henkius, die Tochter des münsterschen Apothekers Anton Joseph Henkius. Sein Bruder Clemens Krauthausen, Apotheker in Ochtrup und Epe, heiratete die Schwester von Maria Therese Henkius, Maria Magdalene Henkius. Der Bruder der Ehefrau, war der münstersche Apothekers Alexander Franz Carl Henkius (Scherzersche Apotheke). Der gemeinsame Sohn von Maria Therese und Bernardinus Krauthausen, Carl Krauthausen (* 1. April 1820; † 29. Oktober 1901) wurde ebenfalls Apotheker und führte die Scherzersche Apotheke fort.